# حالا چرا عصبانی شدی؟
«حالا چرا عصبانی شدی؟» تک‌آهنگی از هنرمند اهل ترینیداد و توباگو ، نیکی میناژ، لیل وین است که در ۱۳ سپتامبر ۲۰۱۱ منتشر شد. این تک‌آهنگ در آلبوم  Bigga Than Life  قرار داشت.